# Homer (Alaska)
Homer is een plaats (city) in de Amerikaanse staat Alaska, en valt bestuurlijk gezien onder Kenai Peninsula Borough.

## Demografie
Bij de volkstelling in 2000 werd het aantal inwoners vastgesteld op 3946.
In 2006 is het aantal inwoners door het United States Census Bureau geschat op 5524, een stijging van 1578 (40.0%).

## Geografie
Volgens het United States Census Bureau beslaat de plaats een oppervlakte van
58,1 km², waarvan 27,4 km² land en 30,7 km² water.

## Plaatsen in de nabije omgeving
De onderstaande figuur toont nabijgelegen plaatsen in een straal van 20 km rond Homer.

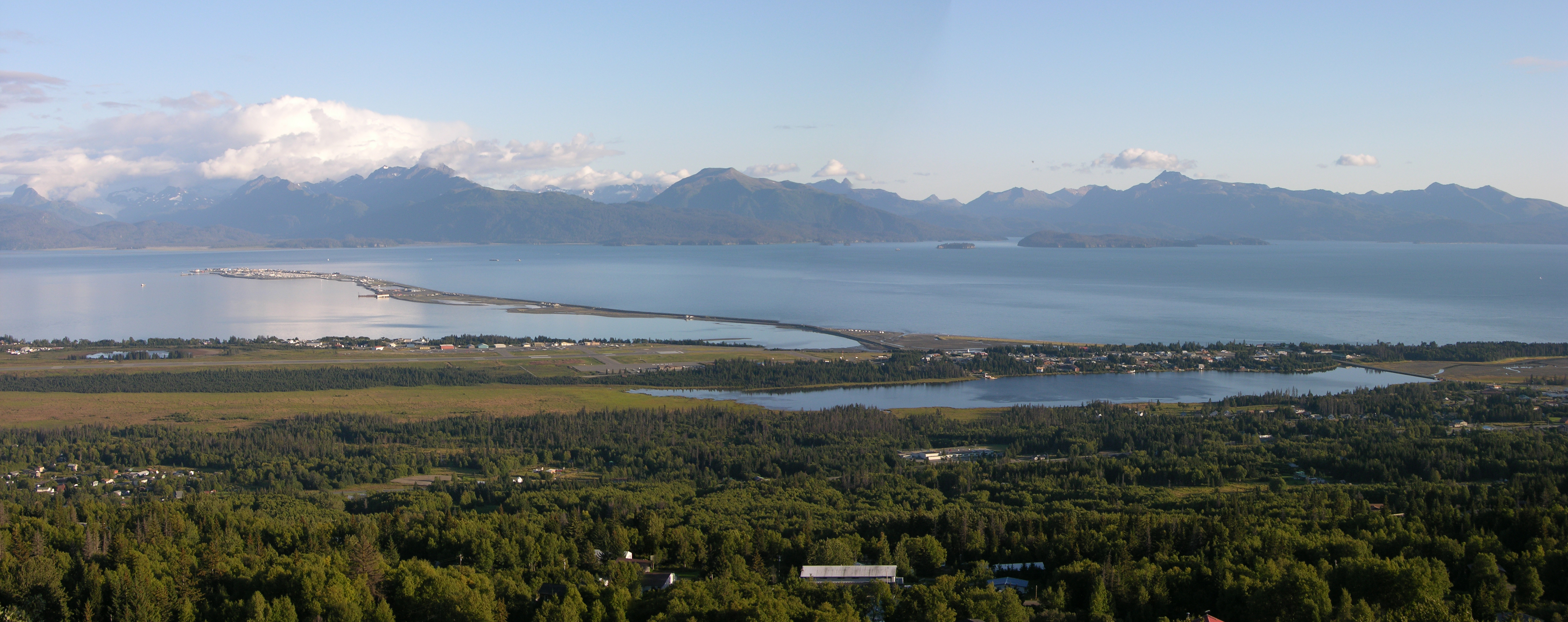
Homer Spit (panorama)
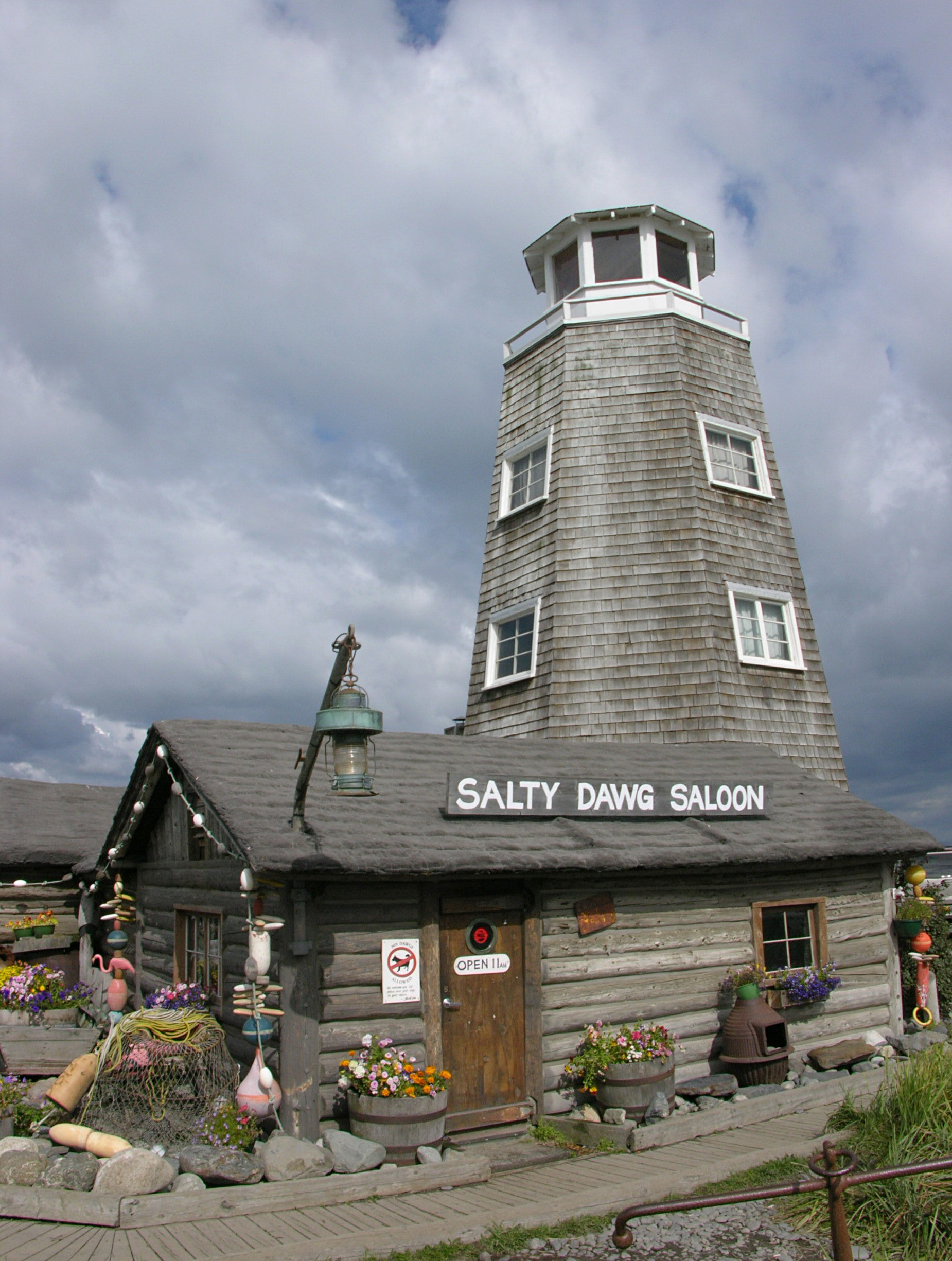
De historische Salty Dawg Saloon in Homer

## Geboren in Homer
- Kristen Faulkner, Olympisch kampioen wielrennen op de weg in 2024